# Tiryns
Tiryns (altgriechisch Τίρυνς, neugriechisch Τίρυνθα Tíryntha (f. sg.)) ist eine antike Stadt auf der Peloponnes, etwa 7 km südöstlich von Argos, am Argolischen Golf. Die Stadt erstreckte sich auf einem bis zu 30 Meter hohen Kalkfelsen, der rund 300 Meter lang und 40–100 Meter breit ist. Ursprünglich verlief die Küste näher an der Siedlung und war während der Frühbronzezeit zeitweise nur etwa 300 Meter vom Siedlungshügel entfernt. Der Ort war ab dem Neolithikum (Jungsteinzeit) besiedelt. Vom 3. Jahrtausend v. Chr. an gehörte Tiryns zu den wichtigsten Zentren des bronzezeitlichen Europas.

## Mythologie
Tiryns wurde der Sage nach von Proitos als fester Stützpunkt gebraucht. Dieser ließ von Kyklopen aus Lykien die Befestigungsmauer von Tiryns bauen. Proitos war der Bruder des Akrisios, dessen Enkel Perseus während seiner Herrschaft in Tiryns Mykene gegründet haben soll. Zwei Generationen später diente Herakles zwölf Jahre lang dem König Eurystheus, Enkel des Perseus, um sich von der Tötung seiner eigenen Kinder zu entsühnen. In dieser Zeit vollbrachte er seine berühmten zwölf Arbeiten. Auch ein Teil der Sage um den Helden Bellerophon ist in Tiryns angesiedelt.
Im Schiffskatalog der Ilias wird Tiryns zusammen mit Argos aufgelistet.

## Forschungsgeschichte
Die mächtige mykenische Befestigungsmauer war in der Antike und auch bis zu den ersten Grabungen im 19. Jahrhundert immer sichtbar. Daher war eine Identifizierung des Orts mit Tiryns nie strittig, weshalb viele Reisende und Archäologen dem Ort Beachtung schenkten. So wurde Tiryns im 2. Jahrhundert n. Chr. von Pausanias besucht, den die Wehrmauern so beeindruckten, dass er sie in seinem Werk Beschreibung Griechenlands mit den Pyramiden des Alten Ägyptens verglich.
Nachdem der griechische Literaturwissenschaftler Alexandros Rhizos Rhankaves und der deutsche Philologe Friedrich Thiersch 1831 eine nur einen Tag dauernde Grabung an der Oberburg unternommen hatten, führte der deutschen Archäologe Heinrich Schliemann zwischen 1876 und 1885 die ersten systematischen Ausgrabungen durch. Dabei konnte er auf dem höchsten Teil des Felsens die sogenannte Oberburg, einen mykenischen Palast, freilegen. Die späteren Grabungen unter der Leitung von Wilhelm Dörpfeld, Kurt Müller und Georg Karo, die in den Jahren zwischen 1905 und 1929 durchgeführt wurden, gaben weitere Rückschlüsse auf die einstmals hervorragende Bedeutung der Stadt in prähistorischer Zeit. Seit 1976 wird Tiryns wieder systematisch von deutschen Archäologen erforscht, bis 1986 unter der Leitung von Klaus Kilian, später unter der Leitung anderer Forscher der Universität Heidelberg und des Deutschen Archäologischen Instituts. Seit 1994 leitet Joseph Maran die weiter andauernden (Stand 2020) Forschungsprojekte in Tiryns.

## Siedlungsgeschichte
Koordinaten: 37° 36′ N, 22° 48′ O
| Tiryns |

Der langgestreckte Siedlungshügel ist durch Gefälle und natürliche Gegebenheiten in drei Abschnitte unterteilt: die sogenannte Oberburg, Mittelburg und Unterburg. Die frühesten menschlichen Spuren stammen aus dem mittleren Neolithikum (ca. 5900–5400 v. Chr.). Dass sich dort bereits im Frühhelladikum II, ca. 2500–2200 v. Chr. eine bedeutende Siedlung befunden hat, beweisen die Reste eines imposanten Rundbaus auf der Oberburg, um den herum weitere Bebauung aus jener Zeit festgestellt wurde. Auch im Frühhelladikum III (FH III) und dem folgenden Mittelhelladikum scheint Tiryns besiedelt gewesen zu sein.

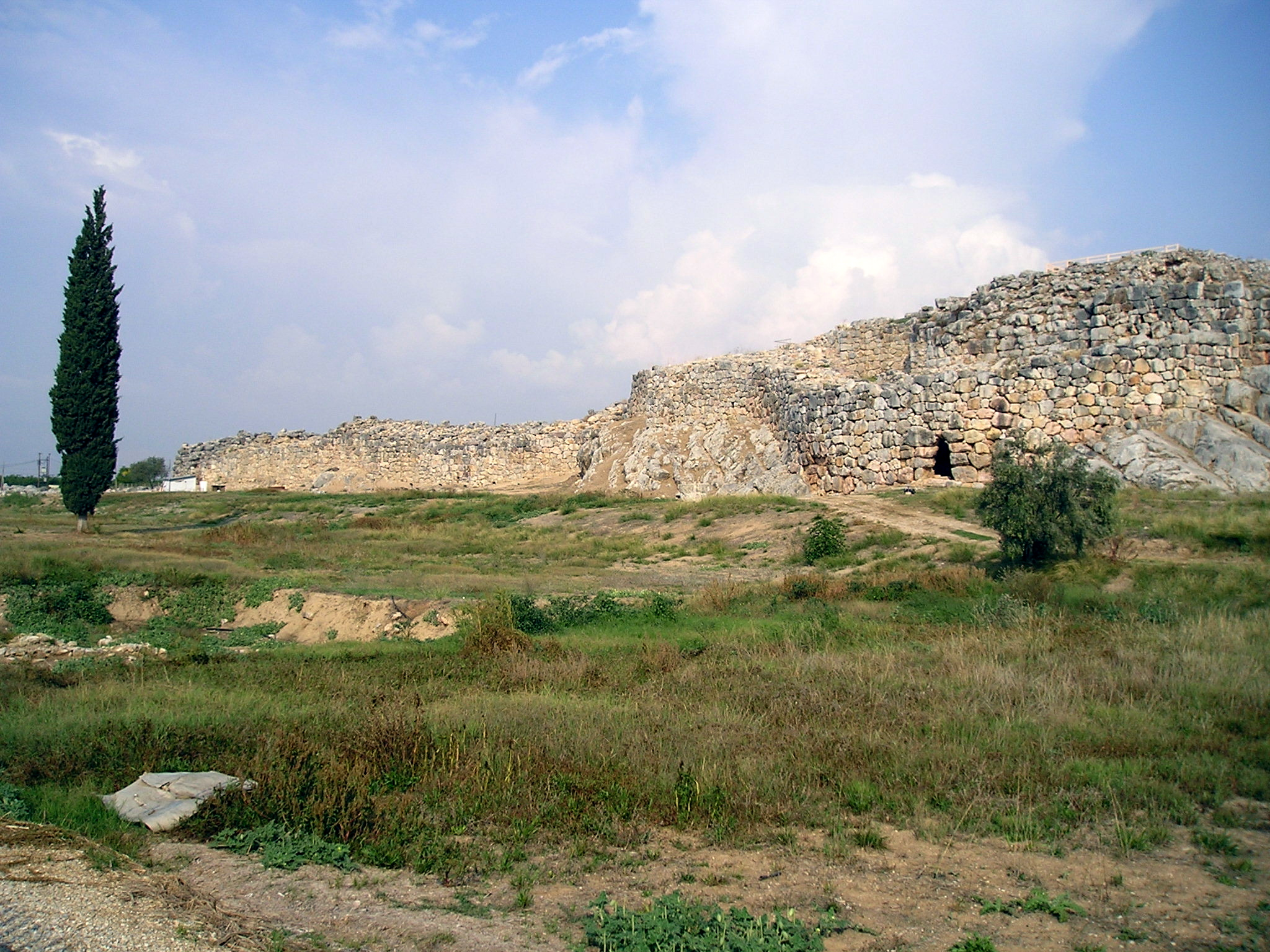
Zyklopenmauer bei Tiryns

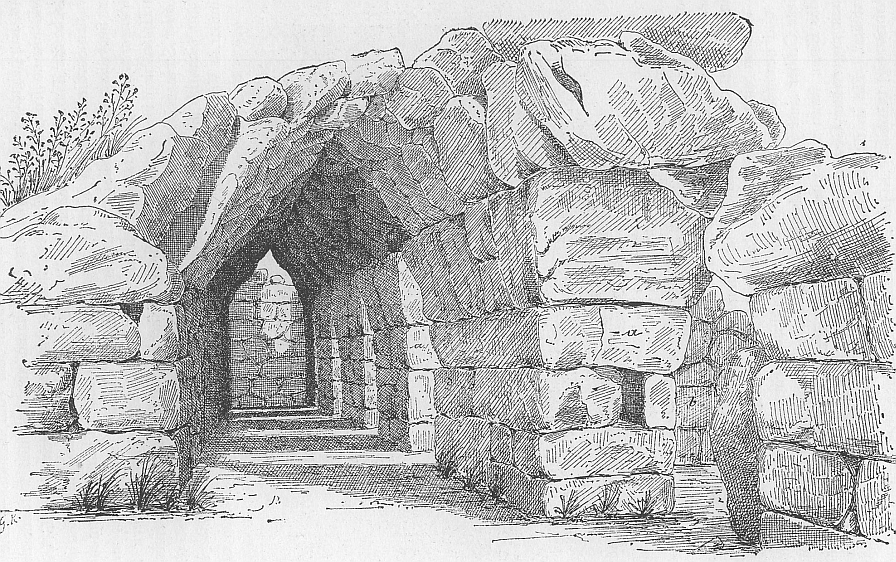
Galerie der Burg von Tiryns

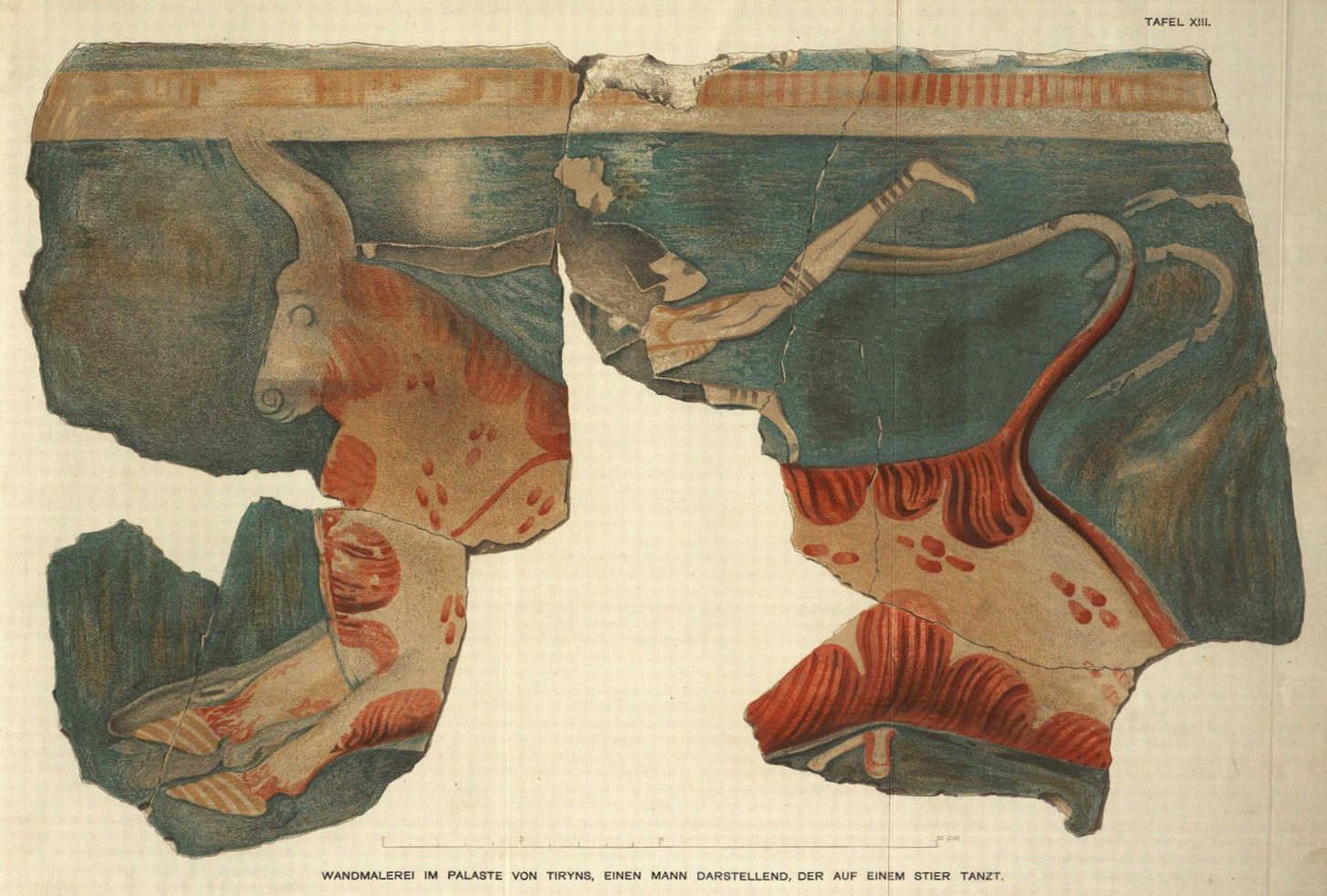
Wandmalerei im Palast von Tiryns

In der späthelladischen (mykenischen) Periode (ca. 1600–1050 v. Chr.) zählte Tiryns wie Mykene, Theben, Pylos und Knossós zu den wichtigsten Zentren der kretisch-mykenischen Kultur. Damals gab es auch eine ausgedehnte Unterstadt, die den Siedlungshügel umgab. Vom ehemaligen Glanz der Stadt zeugen die sehr gut erhaltene Ruine einer königlichen Residenz auf der Oberburg, deren Wände mit kostbaren Fresken verziert waren, und die Überbleibsel der in zyklopischer Bauweise (Zyklopenmauerwerk) errichteten Befestigungsmauern. Die Steine der Mauer waren bis zu drei Meter lang und einen Meter dick und ohne Mörtel aneinandergefügt. Die Mauer besitzt mehrere Bauphasen: Zunächst (spätestens ab dem 14. Jahrhundert v. Chr.) war nur die Oberburg geschützt. Gegen Mitte des 13. Jahrhunderts v. Chr. wurde die gesamte Mittel- und Unterburg mit einbezogen. Schließlich – gegen 1200 v. Chr. – wurden auch Zisternen integriert.
Trotz dieser unüberwindlich scheinenden Befestigungsanlagen wurde die Oberstadt von Tiryns Anfang des 12. Jahrhunderts v. Chr. (am Übergang von SH III B zu SH III C, ca. 1190/80 v. Chr.) zerstört. Statt Feindeinwirkung als Ursache nahm vor allem der Ausgräber Klaus Kilian, aufgrund der Lage von Trümmern eingestürzter Mauern und Einzelfunden, ein schweres Erdbeben an, das wahrscheinlich auch die ungefähr gleichzeitige Zerstörung von Midea verursacht habe. Kilians Interpretation fand breite, wenn auch nicht ungeteilte Unterstützung. Ab 2012 wurde die Theorie durch geophysikalische und archäoseismische Untersuchungen überprüft, die im Rahmen des HERAKLES-Projekts von der Erdbebenstation Bensberg in Zusammenarbeit mit dem Ausgrabungsteam der Universität Heidelberg durchgeführt wurden. Die Ergebnisse machen ein Erdbeben als Ursache für die Zerstörungen wenig wahrscheinlich; ein großes Erdbeben, das Tiryns und Midea zerstört hat, kommt demnach „kaum in Frage“ und auch für lokal begrenzte Erdbeben als Ursache für die Zerstörungen in Tiryns gibt es „bisher keine Nachweise“.
Die Schäden – Brandspuren fanden sich fast nur in der Oberburg – wurden bald beseitigt und die Oberstadt teilweise wieder aufgebaut. Sogar der Palast auf der Oberburg wurde teilweise weitergenutzt. Ein neues Gebäude wurde in die Ruinen des alten Palastes hineingebaut und von führenden Adligen bewohnt. Die Unterstadt scheint nach der Katastrophe sogar noch systematisch ausgebaut worden zu sein. Dieser Befund steht in Widerspruch zu dem der teilweisen Entvölkerung in anderen mykenischen Palastzentren im 12. Jahrhundert v. Chr. Die Stadt außerhalb der Mauern wurde auf der Schlammschicht wieder errichtet. Um weitere Katastrophen zu verhindern, errichtete man 4 km östlich der Burg den Damm von Tiryns und leitete den Bach nach Süden um. Unter anderem wurde nach Errichtung des Damms, nach Plänen, die offenbar schon während der Palastzeit entstanden waren, ein neues Stadtviertel nordwestlich der Oberstadt errichtet, das 2013–2015 durch Maran und Papadimitriou entdeckt und erforscht wurde. Ans Licht kamen in den ältesten beiden Schichten u. a. auch viele Artefakte, die ihre engsten Parallelen in Italien haben.
Für die submykenische und protogeometrische Periode (ca. 1050–900 v. Chr.) ist nur noch vereinzelte Besiedlung auf der Unterburg und in der Unterstadt nachweisbar. Dieses Bild setzt sich auch in der geometrischen Periode fort.
Anhand früharchaischer Inschriften und aufgefundener Weihgaben kann für die archaische und klassische Zeit die Verehrung der Götter Zeus und Athena nachgewiesen werden.
Vereinzelte Besiedlung von Tiryns lässt sich auch noch weiter im Hellenismus, zur römischen Zeit bis hin zur byzantinischen Zeit (10.–14. Jahrhundert n. Chr.) nachweisen. Etwa 1 km östlich am westlichen Fuß des Profitis-Ilias-Hügels hat man ein Tholosgrab ausgegraben. Am östlichen Abhang des Hügels lag eine Nekropole mit mykenischen Schachtgräbern.

## Glasverarbeitung
Bereits Schliemann berichtete vom Fund einer kobaltblauen Glasperle und anderer kleiner Fundstücke aus Glas in Tiryns. In neueren Ausgrabungen wurde durch Funde von Gussformen und Abfallprodukten der Glasverarbeitung die Existenz einer Glaswerkstätte nachgewiesen. Diese wird auf etwa 1300–1200 v. Chr. datiert und ist somit eine der ältesten nachgewiesenen Werkstätten für Glasverarbeitung in Europa. Das verarbeitete Rohglas wurde vermutlich importiert, die gefundenen dunkelblauen und türkisen Gläser gleichen in Farbe und Zusammensetzung den im Schiff von Uluburun gefundenen Rohglaszylindern.